# Предструге
Предструге (на словенски: Predstruge) е село в Словения, регион Средна Словения, община Добреполе. Според Националната статистическа служба на Република Словения през 2015 г. селото има 279 жители.